# Schwarzholzwinkel
Schwarzholzwinkel ist ein Gemeindeteil der Stadt Münchberg im Landkreis Hof (Oberfranken, Bayern). Schwarzholzwinkel liegt in der Gemarkung Meierhof bei Münchberg.

## Geografie
Nördlich der Einöde grenzt das Schwarzholz an. Eine Gemeindeverbindungsstraße führt nach Meierhof (1 km südwestlich) bzw. die Bundesautobahn 9 unterquerend nach Jehsen (1,7 km östlich).

## Geschichte
Das Schwarzholz befand sich ursprünglich an der Grenze zwischen Radenzgau und dem Regnitzland.
Schwarzholzwinkel wurde in der ersten Hälfte des 19. Jahrhunderts auf dem Gemeindegebiet von Meierhof gegründet. Im Zuge der Gebietsreform in Bayern wurde Schwarzholzwinkel am 1. Mai 1978 nach Münchberg eingemeindet.

### Ehemaliges Baudenkmal
- Haus Nr. 38: Gasthaus. Zweigeschossiger, verputzter Wohnstallbau mit Satteldach, auf dessen Westseite teilweise Strohdeckung erhalten ist. Über der Tenne die Bezeichnung „JNL 1823“ (=Johann Nikolaus Leupold).[9]

### Einwohnerentwicklung
| Jahr      | 1861   | 1871   | 1885   | 1900   | 1925   | 1950   | 1961   | 1970   | 1987  |
| Einwohner | 15     | 13     | 11     | 10     | 5      | 3      | 2      | 2      | 2     |
| Häuser    |        |        | 1      | 1      | 1      | 1      | 1      |        | 1     |
| Quelle    | [ 11 ] | [ 12 ] | [ 13 ] | [ 14 ] | [ 15 ] | [ 16 ] | [ 17 ] | [ 18 ] | [ 1 ] |

## Religion
Schwarzholzwinkel ist bis heute nach St. Peter und Paul (Münchberg) gepfarrt und evangelisch-lutherisch geprägt.